# Terrorismo in Europa
Il terrorismo in Europa è un fenomeno presente a livello continentale e collegato a movimenti nazionalisti e separatisti, oltre che essere in relazione a estremismi politici (tra cui movimenti anarchici, estremisti di destra e sinistra), religiosi, monotematici o di altra natura.

## Prevenzione

### Prima della seconda guerra mondiale
Negli anni 1930 gli stati europei avevano gettato le basi per un tribunale penale internazionale sotto la guida della Società delle Nazioni, lavorando attraverso il Comitato per la Repressione del Terrorismo, il quale cercò di fornire una definizione ed incentivare l'adozione di politiche nazionali che supportassero le attività anti-terroristiche. Tuttavia, l'opposizione del Regno Unito e le tensioni in merito al nazifascismo in Germania e Italia posero dei limiti alla proposta finale.

### Europol

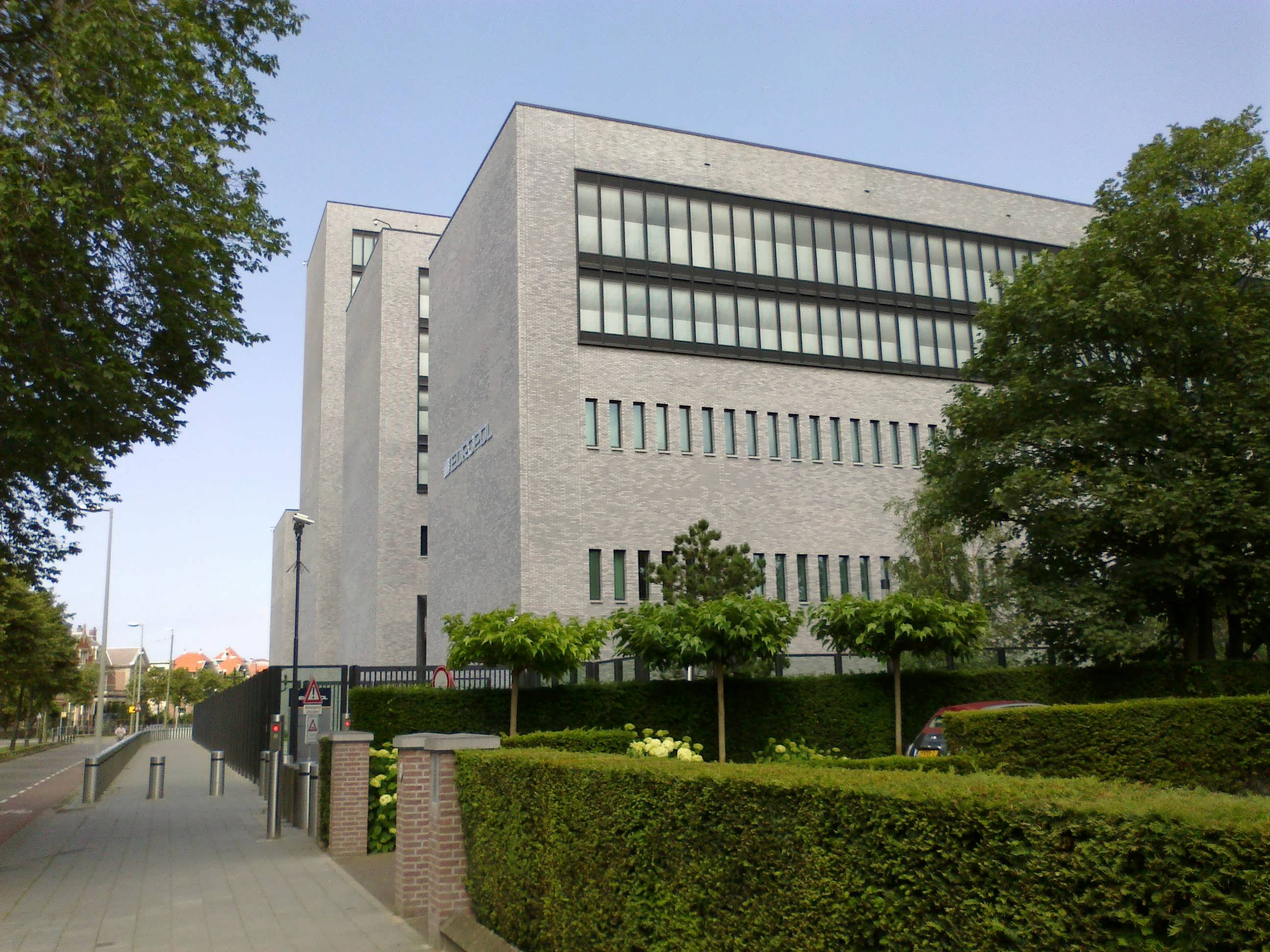
La sede dell'Ufficio di polizia europeo (Europol) a L'Aia

La cooperazione europea nel settore dell'anti-terrorismo comprende l'Ufficio di polizia europeo (Europol), un'agenzia UE e l'Organizzazione internazionale della polizia criminale (Interpol). La rete intergovernativa TREVI fu uno dei primi esempi di cooperazione europea in questo campo.
Dal 1999 la principale attività transnazionale per combattere il terrorismo è avvenuta attraverso l'Europol, che ha raccolto informazioni e classificato tutti gli atti terroristici, con qualunque motivazione o matrice, inclusi quelli falliti, prevenuti o portati a compimento nell'Unione europea. Tale settore di raccolta di informazioni è soggetta a una notevole cooperazione tra le autorità nazionali.

## Storia

### Definizioni
Da un punto di vista storico, vi è una sovrapposizione tra il terrorismo e altre forme di conflitto e di azioni violente in Europa, che includono guerre civili o conflitti armati non internazionali: per tale motivo gli storici discutono se alcuni episodi della guerra d'indipendenza irlandese (1919–1921), il dissolvimento della Jugoslavia e dei suoi conflitti successivi, la prima (1994-1996) e la seconda guerra cecena (1999-2009) e la guerra del Dagestan (1999-in corso) possano essere classificati nell'una o nell'altra categoria.

### Andamento

Statistiche dal 2006 al 2013 per affiliazione
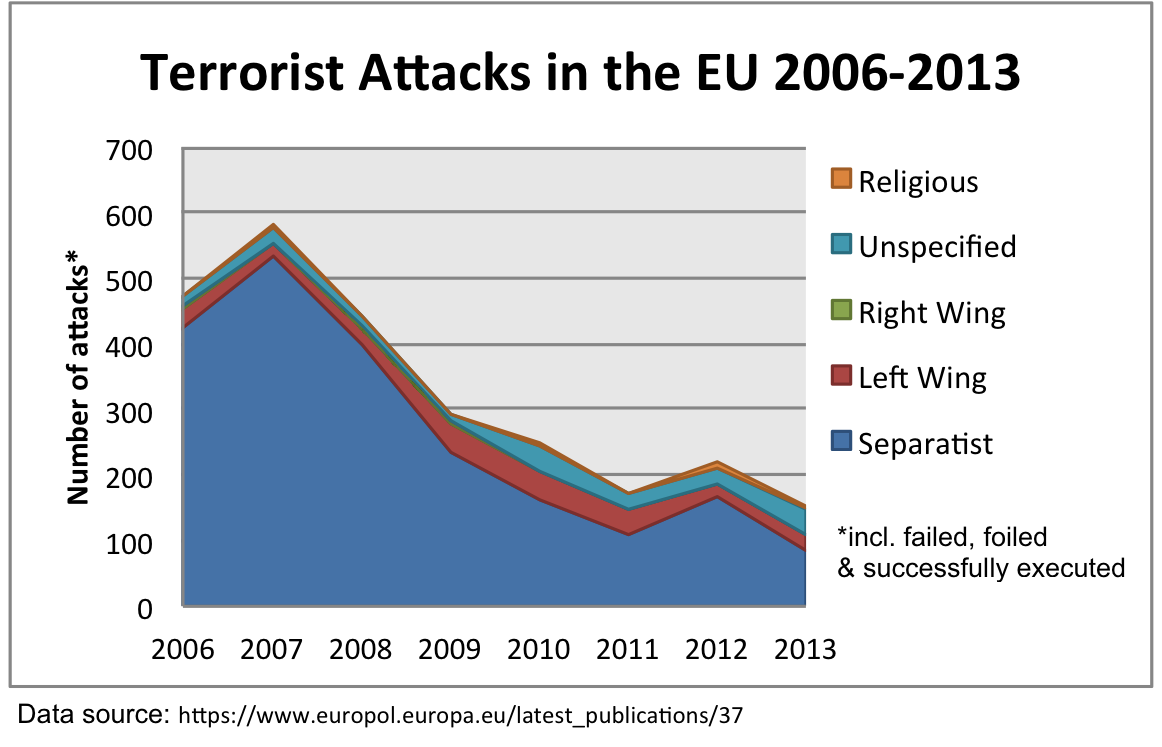
Attacchi
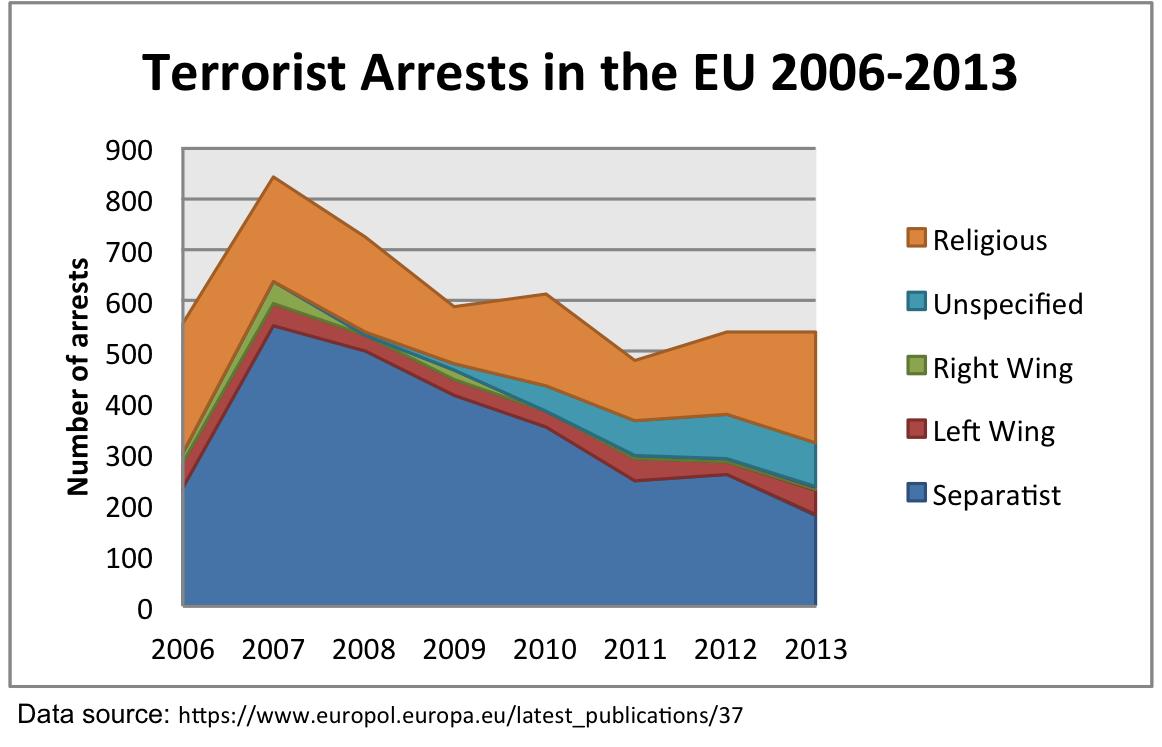
Arresti

All'inizio del XX secolo il terrorismo in Europa è stato spesso associato all'anarchismo.
Dal 1951 il terrorismo all'interno delle Comunità europee è stato spesso collegato ai movimenti separatisti, tra cui il separatismo ceceno in Russia, l'esercito repubblicano irlandese nel Regno Unito, l'Euskadi Ta Askatasuna in Spagna o altri.
Ulteriori attentatori sono stati classificati come estremisti di destra, di sinistra, ambientalisti o anarchici.
Dal 2001 si è osservato un aumento di attentati di natura pseudo-religiosa, collegati cioè ai gruppi estremisti jihadisti, in particolare in Francia, per quanto diverse azioni separatiste abbiano contemporaneamente anche una matrice religiosa (ad esempio, il separatismo ceceno in Russia). Per tale motivo, i governi hanno avviato un coordinamento internazionale per tentare di indebolire l'ideologia estremista, in particolare quello jihadista.
Da un punto di vista statistico, la maggior parte delle vittime del terrorismo non avviene nei cosiddetti paesi occidentali: infatti negli anni 2000-2015, escludendo gli attentati dell'11 settembre 2001, solo lo 0,5% di tutte le morti per terrorismo è avvenuta nei paesi occidentali (Europa, USA, Canada e Australia). Negli anni 1990-2015 si è riscontrato un aumento del numero di attacchi ad alta mortalità, ma una complessiva diminuzione del numero totale di vittime, rispetto a quelli avvenuti tra il 1970 e il 1990. Infatti, prima del 1990 vi era una media annuale di circa 150 persone morte in attacchi terroristici in Europa (escluse le vittime del volo PanAm 2013), mentre dal 1990 la media rimane inferiore alle 50 vittime all'anno. Tale andamento decrescente, tuttavia, ha subito un'interruzione nel 2011 causato dall'attentato di estrema destra in Norvegia e negli anni 2015-2016 con gli attentati jihadisti in Francia.
Dal 2006 l'Europol pubblica una relazione annuale statistica sugli attentati terroristici e sugli arresti collegati. In tali relazioni le matrici terroristiche vengono suddivise in diverse categorie:
- terrorismo jihadista (in precedenza chiamato "terrorismo di ispirazione religiosa")
- terrorismo etno-nazionalista e separatista;
- terrorismo di estrema sinistra ed anarchico;
- terrorismo di estrema destra;
- terrorismo monoscopo;
- terrorismo di altra natura non specificati.

Anche se l'Europol non fornisce una ripartizione percentuale degli attacchi portati a compimento o falliti, né del tipo di danno inflitto, secondo i dati pubblicati si osserva che la maggioranza degli attacchi terroristici nell'Unione europea tra il 2006 e il 2013 è legata a motivi etno-nazionali o separatisti, seguiti da attacchi di sinistra e quelli registrati come "non specificati", mentre in numero minore vi sono gli attacchi terroristici motivati religiosamente o associati a gruppi di destra. Tuttavia, tra coloro che sono stati arrestati per crimini terroristici, la maggior parte sono inclusi nella classificazione religiosa, seguiti da sospetti separatisti.

### Elenco di attacchi terroristici con più vittime (almeno 10 morti)
La lista che segue riporta l'elenco di incidenti terroristici avvenuti in Europa e che hanno causato almeno dieci morti. Sono inclusi solo gli attacchi perpetrati in periodo di pace ai danni di civili da parte di agenti non governativi e che sono stati classificati e definiti come atti di terrorismo. 
Legenda
  Nazionalismo/Separatismo
  Jihādismo
  Destra
  Sinistra
  Altro
| Data              | Paese                  | Avvenimento                                                 | Vittime                                       | Responsabili                                                          |
| ----------------- | ---------------------- | ----------------------------------------------------------- | --------------------------------------------- | --------------------------------------------------------------------- |
| 13 dicembre 1867  | Regno Unito            | Esplosione di Clerkenwell                                   | 12 morti, 120 feriti                          | Fratellanza Repubblicana Irlandese                                    |
| 7 novembre 1893   | Spagna                 | Attentato al Gran Teatre del Liceu                          | >20 morti, >40 feriti                         | Santiago Salvador Franch                                              |
| 7 giugno 1896     | Spagna                 | Attentato alla processione del Corpus Christi di Barcellona | 12 morti, 44 feriti                           | Anarchismo (discusso)                                                 |
| 28 aprile 1903    | Impero ottomano        | Attentato di Salonicco                                      | 16 morti (inclusi 6 attentatori), 16 feriti   | Marinai di Salonicco                                                  |
| 13 dicembre 1921  | Romania                | Attentato di Bolgrad                                        | 100 morti                                     | Separatisti bessarabiani                                              |
| 23 marzo 1923     | Italia                 | Strage del Diana (Milano)                                   | 21 morti, 80 feriti                           | Anarchici-individualisti                                              |
| 16 aprile 1925    | Bulgaria               | Attentato di Sveta Nedelja                                  | 150 morti, >500 feriti                        | Partito Comunista Bulgaro                                             |
| 1º maggio 1947    | Italia                 | Strage di Portella della Ginestra                           | 11 morti, 33 feriti                           | Salvatore Giuliano e altri separatisti siciliani                      |
| 18 giugno 1961    | Francia                | Attentato del treno Vitry-Le-François                       | 28 morti, >100 feriti                         | Organisation armée secrète                                            |
| 12 ottobre 1967   | Cipro                  | Volo Cyprus Airways 284                                     | 66 morti                                      | Sconosciuti                                                           |
| 12 dicembre 1969  | Italia                 | Strage di piazza Fontana                                    | 17 morti, 88 feriti                           | Ordine Nuovo                                                          |
| 21 febbraio 1970  | Svizzera               | Volo Swissair 330                                           | 47 morti                                      | Fronte Popolare per la Liberazione della Palestina - Comando Generale |
| 4 dicembre 1971   | Regno Unito            | Attentato al pub McGurk's di Belfast                        | 15 morti, 17 feriti                           | Ulster Volunteer Force                                                |
| 26 gennaio 1972   | Rep. Ceca              | Volo JAT Airways 367                                        | 27 morti                                      | Ustascia (sospettati)                                                 |
| 5 settembre 1972  | Germania               | Massacro di Monaco di Baviera                               | 17 morti                                      | Settembre Nero                                                        |
| 17 dicembre 1973  | Italia                 | Attentato di Fiumicino                                      | 34 morti, 22 feriti                           | Settembre Nero                                                        |
| 4 febbraio 1974   | Regno Unito            | Attentato sull'autostrada M62                               | 12 morti, 38 feriti                           | Provisional Irish Republican Army                                     |
| 17 maggio 1974    | Irlanda                | Attentati di Dublino e Monaghan                             | 34 morti, 300 feriti                          | Ulster Volunteer Force                                                |
| 4 agosto 1974     | Italia                 | Strage dell'Italicus                                        | 12 morti, 48 feriti                           | Ordine nero (discusso)                                                |
| 8 settembre 1974  | Grecia                 | Volo TWA 841                                                | 88 morti                                      | Abu Nidal Organization                                                |
| 13 settembre 1974 | Spagna                 | Attentato alla Cafetería Rolando                            | 13 morti, 71 feriti                           | ETA                                                                   |
| 21 novembre 1974  | Regno Unito            | Attentato ai pub di Birmingham                              | 21 morti, 182 feriti                          | Provisional Irish Republican Army                                     |
| 5 gennaio 1976    | Regno Unito            | Strage di Kingsmill                                         | 10 morti, 1 ferito                            | Provisional Irish Republican Army                                     |
| 17 febbraio 1978  | Regno Unito            | Attentato al ristorante La Mon                              | 12 morti, 30 feriti                           | Provisional Irish Republican Army                                     |
| 12 luglio 1979    | Spagna                 | Incendio all'Hotel Corona de Aragón                         | >80 morti                                     | Euskadi Ta Askatasuna (sospettata)                                    |
| 2 agosto 1980     | Italia                 | Strage di Bologna                                           | 85 morti, >200 feriti                         | Nuclei Armati Rivoluzionari                                           |
| 26 settembre 1980 | Germania               | Attentato all'Oktoberfest                                   | 13 morti (incluso l'attentatore), 211 feriti  | Gundolf Köhler                                                        |
| 20 luglio 1982    | Regno Unito            | Attentati di Hyde Park e Regent's Park                      | 11 morti, 50 feriti                           | Provisional Irish Republican Army                                     |
| 6 dicembre 1982   | Regno Unito            | Attentati alla discoteca Droppin Well                       | 17 morti, 30 feriti                           | Irish National Liberation Army                                        |
| 23 dicembre 1984  | Italia                 | Strage del Rapido 904                                       | 16 morti, 267 feriti                          | Mafia siciliana                                                       |
| 12 aprile 1985    | Spagna                 | Attentati al ristorante El Descanso                         | 18 morti, 82 feriti                           | Jihādismo                                                             |
| 23 giugno 1985    | Irlanda (spazio aereo) | Volo Air India 182                                          | 329 morti                                     | Babbar Khalsa                                                         |
| 23 novembre 1985  | Malta                  | Dirottamento del volo EgyptAir 648                          | 60 morti (inclusi 2 attentatori)              | Abu Nidal Organization                                                |
| 27 dicembre 1985  | Austria Italia         | Attentati agli aeroporti di Roma e Vienna                   | 23 morti (inclusi 4 attentatori), 139 feriti  | Abu Nidal Organization                                                |
| 14 luglio 1986    | Spagna                 | Attentato di Plaza República Dominicana                     | 12 morti, 32 feriti                           | Euskadi Ta Askatasuna                                                 |
| 19 giugno 1987    | Spagna                 | Attentato al centro commerciale Hipercor                    | 21 morti, 45 feriti                           | Euskadi Ta Askatasuna                                                 |
| 8 novembre 1987   | Regno Unito            | Attentato della giornata del ricordo                        | 12 morti, 63 feriti                           | Provisional Irish Republican Army                                     |
| 11 dicembre 1987  | Spagna                 | Attentato di Saragozza                                      | 11 morti, 88 feriti                           | Euskadi Ta Askatasuna                                                 |
| 11 luglio 1988    | Grecia                 | Attacco alla nave City of Poros                             | 11 morti (incluso 1 attentatore), 98 feriti   | Abu Nidal Organization                                                |
| 21 dicembre 1988  | Regno Unito            | Volo Pan Am 103                                             | 270 morti                                     | Abd el-Basset Ali al-Megrahi                                          |
| 23 ottobre 1993   | Regno Unito            | Attentato di Shankill Road                                  | 10 morti (incluso 1 attentatore), 57 feriti   | Provisional Irish Republican Army                                     |
| 15 agosto 1998    | Regno Unito            | Attentato di Omagh                                          | 29 morti, >300 feriti                         | Real Irish Republican Army                                            |
| 16 febbraio 2001  | Jugoslavia             | Attentato di Podujevo                                       | 12 morti, 40 feriti                           | Estremisti kosovari albanesi                                          |
| 11 marzo 2004     | Spagna                 | Attentati di Madrid                                         | 192 morti, 2.050 feriti                       | Al Qaida                                                              |
| 7 luglio 2005     | Regno Unito            | Attentati di Londra                                         | 56 morti, (inclusi 4 attentatori), 784 feriti | Al Qaida                                                              |
| 11 aprile 2011    | Bielorussia            | Attentato alla metropolitana di Minsk                       | 15 morti, 204 feriti                          | Dzimitry Kanavalau e Vlad Kavalyou                                    |
| 22 luglio 2011    | Norvegia               | Attentati di Oslo e Utøya                                   | 77 morti, 319 feriti                          | Anders Breivik                                                        |
| 7-9 gennaio 2015  | Francia                | Attentati dell'Île-de-France del gennaio 2015               | 20 morti (inclusi 3 attentatori), 22 feriti   | Al Qaida Stato Islamico                                               |
| 9 maggio 2015     | Macedonia del Nord     | Scontri di Kumanovo                                         | 22 morti (inclusi 14 attentatori), 37 feriti  | Esercito di liberazione nazionale                                     |
| 13 novembre 2015  | Francia                | Attentati di Parigi del 13 novembre 2015                    | 137 morti (inclusi 7 attentatori), 368 feriti | Stato Islamico                                                        |
| 22 marzo 2016     | Belgio                 | Attentati di Bruxelles del 22 marzo 2016                    | 35 morti (inclusi 3 attentatori), 340 feriti  | Stato Islamico                                                        |
| 14 luglio 2016    | Francia                | Strage di Nizza                                             | 87 morti (incluso 1 attentatore), 434 feriti  | Stato Islamico                                                        |
| 19 dicembre 2016  | Germania               | Attentato al mercatino di Natale di Berlino                 | 12 morti, 56 feriti                           | Stato Islamico                                                        |
| 22 maggio 2017    | Regno Unito            | Attentato all'Arena di Manchester                           | 23 morti (incluso 1 attentatore), 119 feriti  | Stato Islamico                                                        |
| 4 giugno 2017     | Regno Unito            | Attentato sul London Bridge                                 | 11 morti (inclusi 3 attentatori), 48 feriti   | Stato Islamico                                                        |
| 17 agosto 2017    | Spagna                 | Attentato di Barcellona del 17 agosto 2017                  | 25 morti (inclusi 8 attentatori), 152 feriti  | Stato Islamico                                                        |
| 19 febbraio 2020  | Germania               | Strage di Hanau                                             | 11 morti, 4 feriti                            | Tobias Rathjen                                                        |
| 22 marzo 2024     | Russia                 | Attentato al Crocus City Hall                               | 144 morti, 382 feriti                         | Stato Islamico del Khorasan                                           |